# Мамлюк, Али
Али Мамлюк (араб. علي مملوك،‎; род. 19 февраля 1946, Дамаск) — деятель сирийских спецслужб, директор Главного управления безопасности в 2005—2010 годах. С 2012 по 2019 год занимал пост главы Бюро национальной безопасности партии Баас. 9 июля 2019 года был назначен вице-президентом Сирии по вопросам безопасности.
В течение длительного времени входит в ближайшее окружение президента Сирии Башара Асада, с 2010 года был специальным советником президента по безопасности. Входит в число сирийских должностных лиц, в отношении которых введены санкции Европейского Союза за действия в отношении противников режима Асада в ходе гражданской войны в Сирии. После теракта 18 июля 2012 года, унёсшего жизни ряда руководителей силовых структур, Башар Асад вновь назначил Мамлюка директором Главного управления безопасности с огромными полномочиями.
После падения режима, как сообщалось, он бежал из Сирии в Ливан при содействии «Хезболлы» и в конечном итоге поселился в Дахие, Бейрут.